# يسري العرفاوي
يسري العرفاوي (مواليد 14 يوليو 1993 في جندوبة، تونس) لاعب كرة قدم تونسي يجيد اللعب في مركز قلب الدفاع. يلعب حاليا لصالح المالكية البحريني من 2023.

## المسيرة الرياضية

### الأندية
في 1 يوليو 2011 بدأ العرفاوي مسيرته الرياضية في الأولمبي الباجي التونسي. في موسمه الأول 2011-2012 وفي بطولة دوري الدرجة الأولى ساهم في احتلال فريقه المركز الثامن برصيد 36 نقطة من 30 مباراة. وفي بطولة كأس تونس ساهم في وصول فريقه إلى الدور الربع النهائي عندما خسر من النجم الساحلي 1-2.
في موسمه الثاني 2012-2013 وفي بطولة دوري الدرجة الأولى ساهم في احتلال فريقه المركز السادس في المجموعة الأولى برصيد 13 نقطة من 14 مباراة بفارق نقطة واحدة عن منطقة الهبوط. وفي بطولة كأس تونس خرج فريقه من الجولة الأولى عندما خسر في الدور التمهيدي من الملعب التونسي 1-2.
في موسمه الثالث 2013-2014 وفي بطولة دوري الدرجة الأولى ساهم في احتلال فريقه المركز الرابع عشر برصيد 29 نقطة من 30 مباراة بفارق 3 نقاط عن منطقة الأمان وبالتالي الهبوط إلى الدرجة الثانية. وفي بطولة كأس تونس خرج فريقه من الجولة الأولى عندما خسر في الدور32 من الترجي 1-3.
في موسمه الرابع 2014-2015 وفي بطولة دوري الدرجة الثانية ساهم في احتلال فريقه المركز الخامس في المجموعة الأولى برصيد 24 نقطة من 18 مباراة بفارق 5 نقاط عن صاحب المركز الثالث المؤهل إلى الدوري السداسي للصعود. وفي بطولة كأس تونس خرج فريقه من الجولة الأولى عندما خسر في الدور التمهيدي الأول من سبورتنغ بن عروس 0-3.
في موسمه الخامس والأخير 2015-2016 وفي بطولة دوري الدرجة الثانية ساهم في حصد فريقه 11 نقطة من 9 مباريات في المجموعة الثانية. وفي بطولة كأس تونس ساهم في وصول فريقه إلى الدور التمهيدي الثاني بعدما تغلب في الدور التمهيدي الأول على الملعب الصفاقسي 1-0. في 16 ديسمبر 2016 تم فسخ العقد بين الطرفين.
في 1 يوليو 2017 انضم العرفاوي إلى القوافل الرياضية بقفصة التونسي في صفقة انتقال حر. في موسمه الأول 2017-2018 وفي بطولة دوري الدرجة الثانية ساهم في احتلال فريقه المركز الثاني في المجموعة الأولى برصيد 34 نقطة من 18 مباراة فانتقل إلى الدوري السدادي للصعود حيث احتل المركز الثالث برصيد 17 نقطة من 10 مباريات بفارق نقطة واحدة عن صاحب المركز الثاني المؤهل للصعود. وفي بطولة كأس تونس خرج فريقه من الجولة الأولى عندما خسر في الدور التمهيدي للدرجة الثانية من ملعب منزل بورقيبة 0-1.
في موسمه الثاني والأخير 2018-2019 وفي بطولة دوري الدرجة الثانية ساهم في احتلال فريقه المركز الثاني في المجموعة الأولى برصيد 34 نقطة من 18 مباراة فانتقل إلى الدوري السداسي للصعود حيث احتل المركز الثالث برصيد 17 نقطة من 10 مباريات بفارق نقطة واحدة عن صاحب المركز الثاني المؤهل للصعود فانتقل إلى ملحق الصعود بمواجهة صاحب المركز الثاني عشر من الدرجة الأولى اتحاد بن قردان. أثناء المباراة وبعدما كان اتحاد بن قردان متقدم 2-0 قرر فريقه الانسحاب من المباراة. وفي بطولة كأس تونس ساهم في وصول فريقه إلى الدور الربع النهائي عندما خسر من الصفاقسي 0-1.
في 1 يوليو 2019 انتقل العرفاوي من القوافل الرياضية بقفصة إلى الأولمبي الباجي التونسي في صفقة انتقال حر. في موسمه الوحيد 2019-2020 وفي بطولة دوري الدرجة الثانية ساهم في احتلال فريقه المركز الأول في المجموعة الأولى برصيد 32 نقطة من 15 مباراة فانتقل إلى ملحق الصعود حيث تعادل مع أولمبيك سيدي بوزيد 0-0 وبما أنه كان متصدر ترتيب مجموعته فقد صعد فريقه إلى الدرجة الأولى. وفي بطولة كأس تونس خرج فريقه من الجولة الأولى عندما خسر في الدور التمهيدي للدرجة الثانية من مستقبل السبيخة بركلات الترجيح.
في 1 نوفمبر 2020 انتقل العرفاوي من الأولمبي الباجي إلى المالكية البحريني في صفقة انتقال حر. في موسمه الأول 2020-2021 وفي بطولة دوري الدرجة الممتازة ساهم في احتلال فريقه المركز التاسع قبل الأخير برصيد 13 نقطة من 18 مباراة بفارق 4 نقاط عن منطقة الأمان وبالتالي الهبوط إلى الدرجة الثانية. وفي بطولة كأس ملك البحرين خرج فريقه من الجولة الأولى عندما خسر من النجمنة 1-2. وفي بطولة كأس الاتحاد البحريني ساهم في وصول فريقه إلى الدور النصف النهائي عندما خسر من الرفاع الشرقي بركلات الترجيح.
في 9 أغسطس 2021 انتقل العرفاوي من المالكية إلى معان الأردني في صفقة انتقال حر. في موسمه الوحيد 2021-2022 وفي بطولة دوري الدرجة الممتازة ساهم في احتلال فريقه المركز العاشر برصيد 21 نقطة من 22 مباراة بفارق نقطتين عن منطقة الهبوط. وفي بطولة كأس الأردن ساهم في وصول فريقه إلى الدور الربع النهائي عندما خسر من السلط 0-1.
في 1 ديسمبر 2021 انتقل العرفاوي من معان إلى الحالة البحريني في صفقة انتقال حر. في موسمه الوحيد 2021-2022 وفي بطولة دوري الدرجة الممتازة ساهم في احتلال فريقه المركز الخامس برصيد 25 نقطة من 18 مباراة بفارق 8 نقاط عن منطقة الهبوط. وفي بطولة كأس الاتحاد البحريني خرج فريقه من دور المجموعات وفشل في التأهل إلى الدور النصف النهائي.
في 17 أغسطس 2022 انتقل العرفاوي من الحالة إلى الحد البحريني في صفقة انتقال حر. في موسمه الوحيد 2022-2023 وفي بطولة الدوري الممتاز ساهم في احتلال فريقه المركز السابع بفارق 3 نقاط عن منطقة الهبوط. وفي بطولة كأس ملك البحرين ساهم في وصول فريقه إلى الدور الربع النهائي حينها خسر من الحالة بركلات الترجيح. وفي بطولة كأس الاتحاد البحريني ساهم في وصول فريقه إلى الدور النصف النهائي حينها خسر من الخالدية 1-2.
في 16 أغسطس 2023 انتقل العرفاوي من الحد إلى المالكية البحريني (الدرجة الثانية) في صفقة انتقال حر.